# كلمة مفتاحية

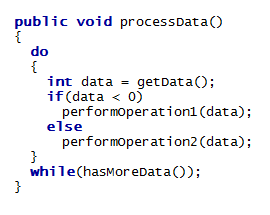

يستخدم لفظ كلمة مفتاحية (بالإنجليزية: Keyword)‏ أو كلمة محجوزة (بالإنجليزية: Reserved identifier)‏ في لغات البرمجة، للدلالة على أن كلمة ما لا يجوز استعمالها كمسمى لأية متغيرات أو دوال. أي أنها «محجوزة» للغير (ممثلا في اللغة ذاتها أو في تطبيق اللغة). علاوة على ذلك، يتم استخدام لفظ كلمة مفتاحية للدلالة على نوع من الكلمات المحجوزة له معنى محدد، ككلمة "if" التي تستخدم للدلالة على جملة شرطية في العديد من لغات البرمجة.
لا يشترط أن تتطابق الكلمات المفتاحية مع الكلمات المحجوزة. فلغة مثل السي والسي++، تجعل بعض الأسماء محجوزة للاستخدام في المستقبل (مثل كلمة export في C++14). بينما لغات أخرى، يتطابق فيهما المصطلحان مثل الجافا.

## المقارنة حسب اللغات
تتباين عدد الكلمات المحجوزة بشكل كبير بين اللغات. فبينما اللغات من عائلة السي (سي/سي++ وجافا وغيرهم) لديها عدد محدود نسبيا منها، فلغات أخرى مثل كوبول عندها 400. على النقيض من ذلك لغات مثل برولوغ ليس لها أي كلمات مفتاحية على الإطلاق.

## روابط خارجية
- Reserved word
- Reserved Word Search: Search reserved words for widely used languages